# Cisnara
Il Cisnara, o Rio della Prada, è un torrente che attraversa la provincia di Monza e della Brianza, la provincia di Milano e il parco delle Groane e della Brughiera Briantea.

## Descrizione
Nasce a Ceriano Laghetto, nel cuore del parco delle Groane e della Brughiera Briantea.
Scorrendo in un' territorio particolarmente argilloso, nasce proprio dalle acque di ruscellamento dei vari boschi e dei vari campi presenti lungo il suo percorso.
Alcune foppe inoltre, ne scaricano l'acqua in eccesso durante le piogge primaverili e autunnali.
All'altezza dell'Elettrolux di Solaro vi è un piccolo sfioratore fognario che entra in azione solo nelle piogge più intense.

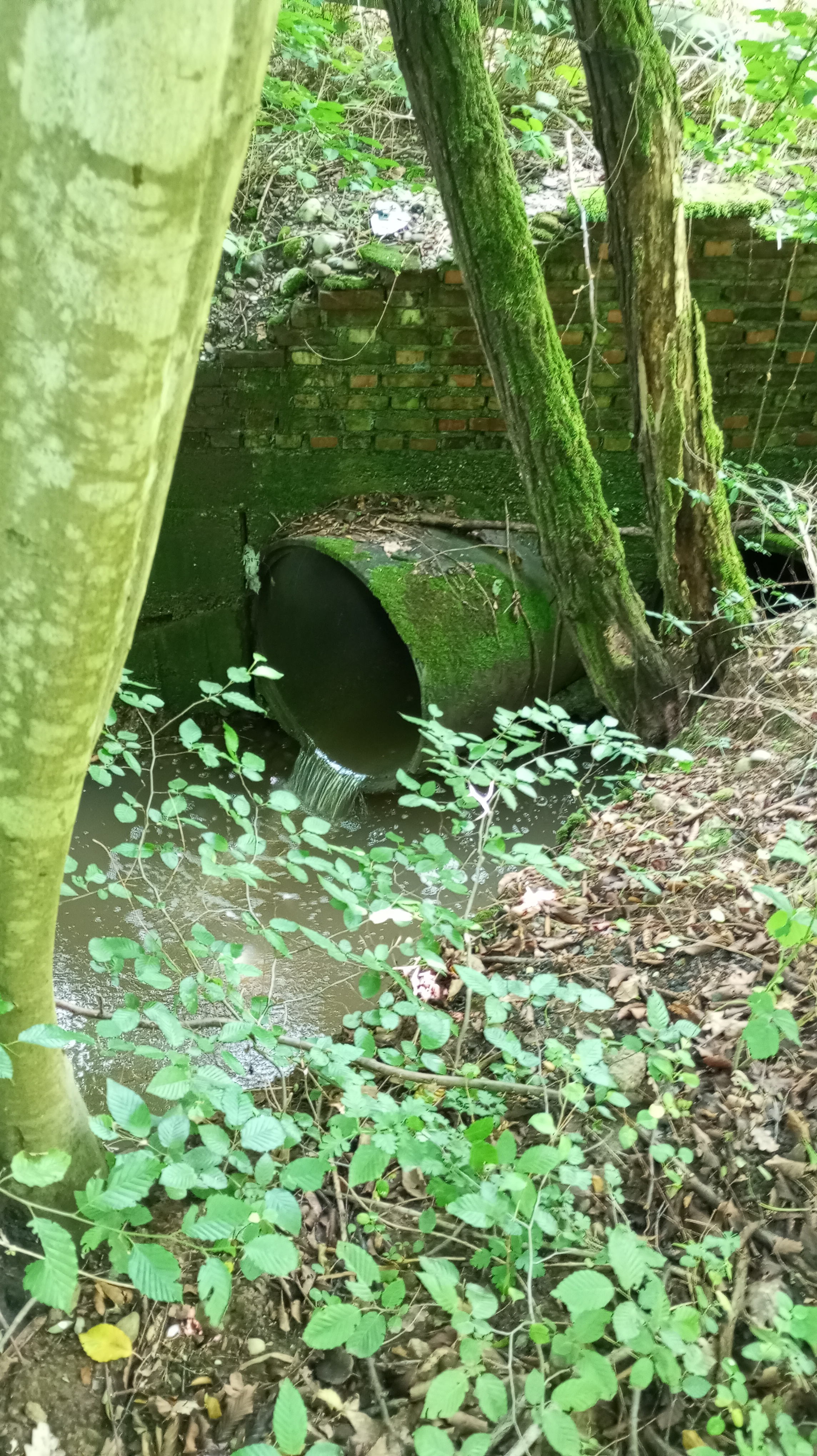
torrente cisnara

Scorre quindi verso sud attraversando l'altopiano delle Groane passando accanto a città satellite dove (solo nel periodo estivo)viene recapitata l'acqua di scarico delle piscine "il gabbiano" . Dopo aver attraversato i boschi di Solaro e di Limbiate, giunge a Senago, dove incontra il suo principale affluente, il Cisnaretta.
Tramite un sottopasso , sorpassa il canale villoresi giungendo infine nell'abitato di Senago

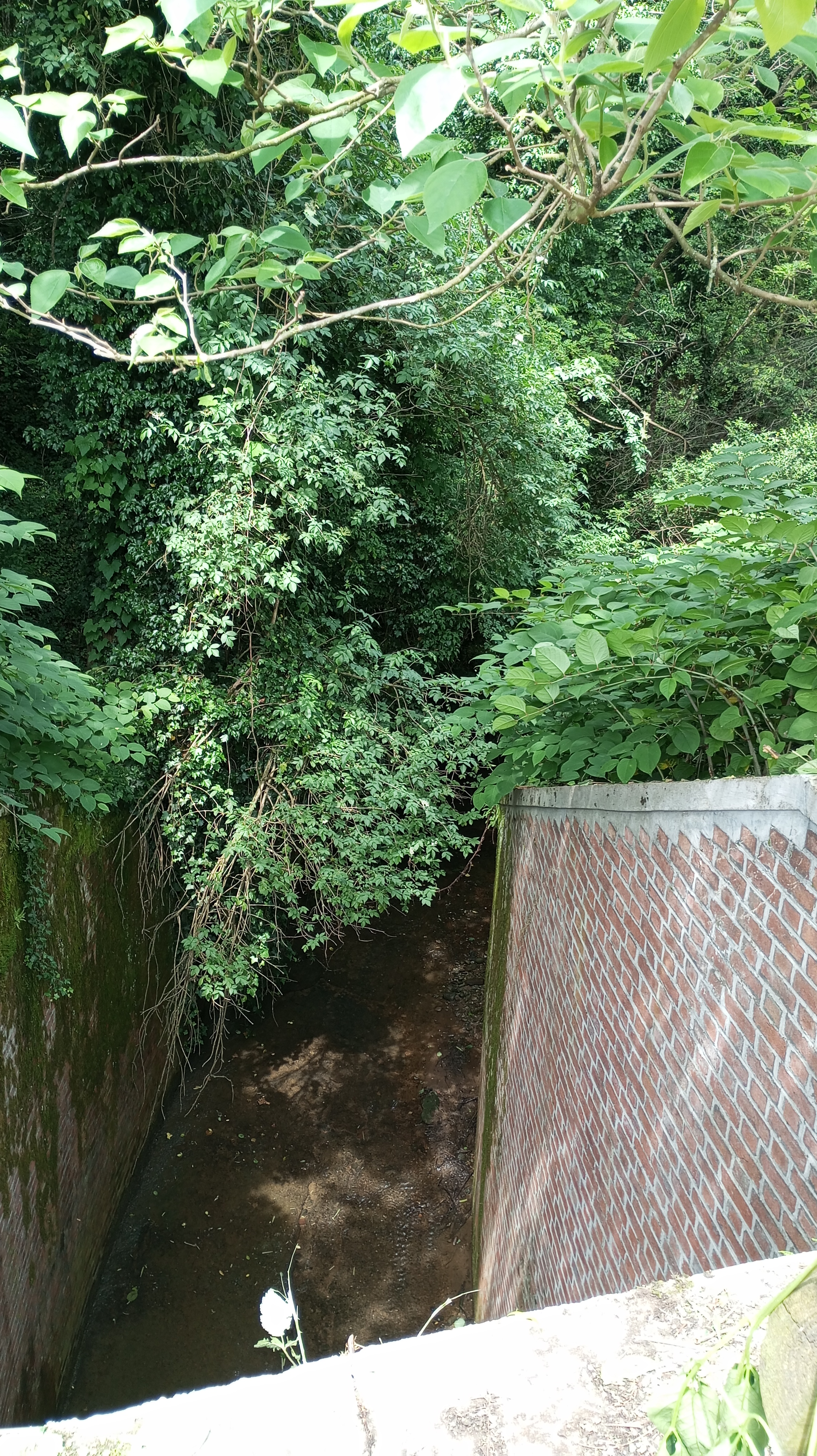
opera di sottopasso al canale villoresi

Termina il suo tragitto poco a est del Campo Volo Groane Cesare Bianchi, dove si unisce( sul lato destro) al torrente Lombra per dare origine al torrente Pudiga. Quest'ultimo terminerà invece il suo percorso confluendo nel fiume Olona all'interno del territorio comunale di Milano.

## Qualità delle acque
Nel periodo pre-industriale , il torrente Cisnara , essendo alimentato quasi esclusivamente dalle piogge, godeva di acque molto pulite e limpide. Purtroppo con l'arrivo dell'urbanizzazione e dell'industria , molte aziende scaricarono le loro acque reflue nel suo alveo. 
Fu così che per decenni il torrente si trasformò in una vera e propria fognatura a cielo aperto, colorando le proprie acque di colori sempre diversi ( a causa anche di alcune Concerie che sversavano liquami proprio nel torrente)
Negli ultimi anni, un po' per la chiusura delle industrie e un po' per la costruzione di Fognature ben diramate su tutto il territorio, la qualità delle acque è nettamente migliorata. Rimangono soltanto alcuni sfioratori fognari che entrano in funzione solo in caso di forti piogge